# Rose Flanders Bascom
Pour les articles homonymes, voir Flanders et Bascom.
Rose Flanders Bascom est une dompteuse américaine, née en 1880 à Contoocook (New Hampshire) et morte en 1915.

## Biographie
D'après la bibliothèque historique Clarke (en) de l'université de Central Michigan, Mabel Stark est souvent considérée, à tort, comme la première femme à avoir dompté des lions et des tigres, alors que Rose Flanders Bascom est dompteuse de lions et de tigres à partir du début des années 1900. Elle commence à dompter des tigres dès 1905. En effet, l'artiste italienne Augustine Gandolfo, plus connue sous le nom de scène de Rosita, a commencé sa carrière bien plus tôt puisqu'elle fut tuée par un lion à Grenoble en 1891.
Elle est morte des suites d'une infection après avoir été griffée par un lion en 1915,,.